# Stempelkussen

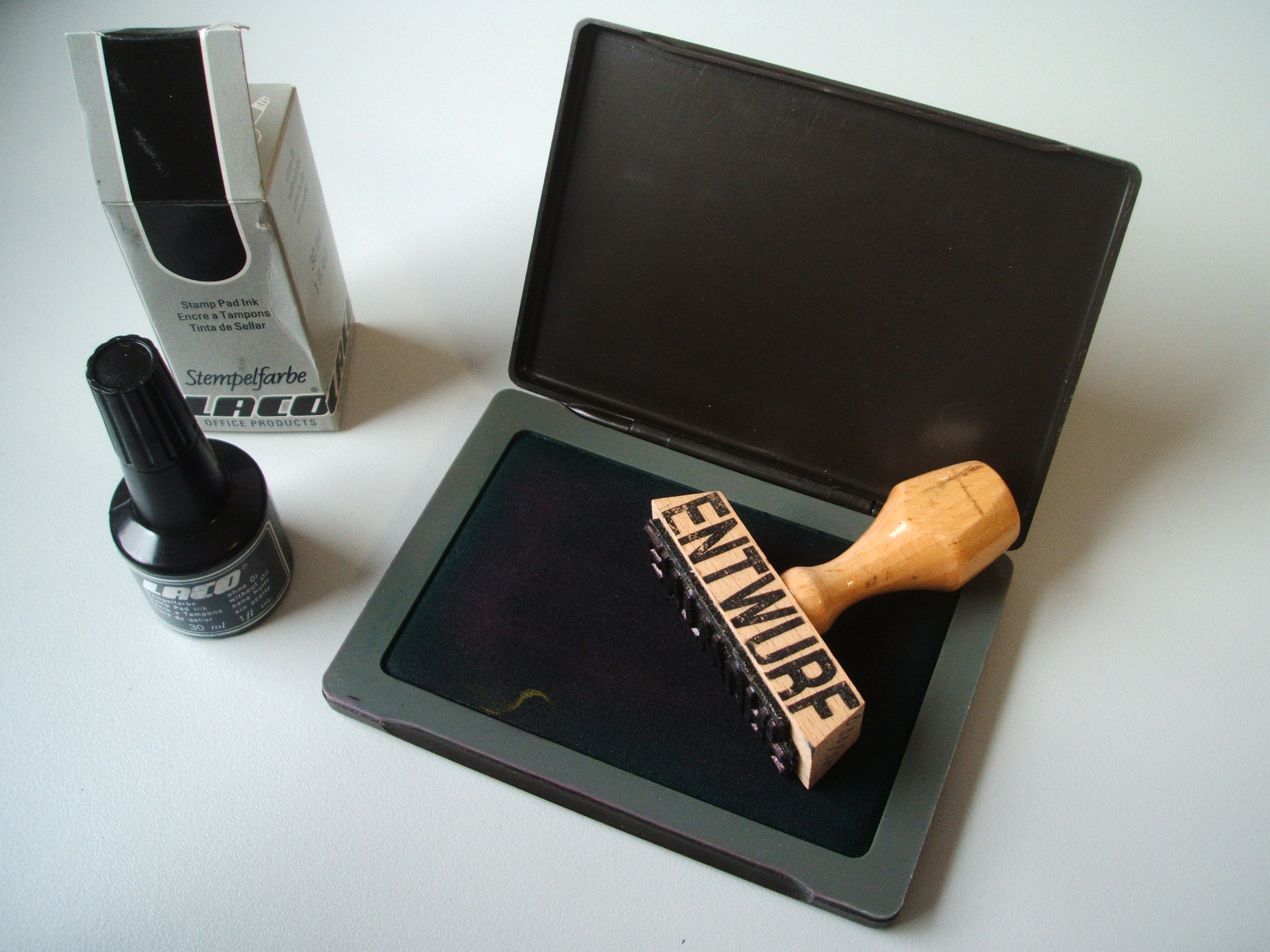
Stempelkussen

Een stempelkussen wordt gebruikt voor het beïnkten van stempels. Een zelfinktend stempel heeft een ingebouwd stempelkussen. De afsluitbare stempelkussens/stempeldozen die gebruikt worden bij handstempels hebben het voordeel dat sneldrogende inkt niet op het inktkussen uitdroogt.

## Stempelkussens voor handstempels
Stempelkussens voor handstempels zijn er in verschillende formaten, verschillende kleuren en met heel veel toepassingen afhankelijk van de inktsoort. Deze stempelkussens worden veel gebruikt op kantoren, bij instanties, het midden- en kleinbedrijf en door creatieve hobbyisten voor hobbystempels. 
Kantoorstempels zonder ingebouwd inktkussen, de zogenoemde handstempels, worden meestal gebruikt in combinatie met een standaard stempelkussen. Deze zijn voorzien van inkt op waterbasis en geschikt voor stempelen op gewoon papier. Voor glanspapier wordt een andere, sneldrogende, stempelinkt gebruikt. Overheidsinstanties maken vaak gebruik van documentechte inkt. Voor iedere toepassing is er weer een andere inktsoort. Stempelkussens voor speciale inkten hebben vaak een speciale inleg (kussen).

## Stempelkussens voor zelfinktende stempels
Zelfinktende stempels hebben een ingebouwd stempelkussen. Dit gaat, afhankelijk van het merk, meestal zo'n 4.000 tot 7.000 afdrukken mee en kan door de gebruiker gemakkelijk zelf vervangen worden. 
De kleur inkt op deze kussens is meestal zwart, blauw, rood of groen. Datumstempels hebben vaak nog de mogelijkheid voor een blauw/rood kussen. Standaard zijn deze inktkussentjes beïnkt met inkt op waterbasis. Sneldrogende inkt zou te snel uitdrogen aangezien de kussentjes open zijn. Hier zijn wel uitzonderingen op. Om met een zelfinktend stempel te stempelen op gladde folders is bijvoorbeeld speciale inkt nodig.

## Stempelkussens voor industriële toepassingen
Voor industriële toepassingen, bijvoorbeeld het sjabloneren met een roller, zijn er speciale grote stempelkussens. Deze hebben vaak een linnen inleg en kunnen gevuld worden met een gewone of industriële inkt naar keuze.

## Kleuren inkt
Vroeger was stempelinkt meestal violet. Daarna is er een periode geweest dat blauw algemeen was. Tegenwoordig is het standaard zwart. Soms, vooral bij officiële stempels, is er een kleurvoorschrift. 